# International Race of Champions 1991
International Race of Champions 1991 (IROC XV) kördes över fyra omgångar med Rusty Wallace som sammanlagd mästare.

## Delsegrare
| Datum       | Bana         | Vinnare       |
| ----------- | ------------ | ------------- |
| 15 februari | Daytona      | Scott Pruett  |
| 4 maj       | Talladega    | Rusty Wallace |
| 3 augusti   | Michigan     | Rusty Wallace |
| 10 augusti  | Watkins Glen | Rusty Wallace |

## Slutställning
| Plats | Förare           | Poäng |
| ----- | ---------------- | ----- |
| 1     | Rusty Wallace    | 86    |
| 2     | Bill Elliott     | 64    |
| 3     | Mark Martin      | 56    |
| 4     | Scott Pruett     | 51    |
| 5     | Al Unser Jr.     | 47    |
| 6     | Al Unser         | 37    |
| 7     | Geoff Brabham    | 30    |
| 8     | Geoff Bodine     | 29    |
| 9     | Dale Earnhardt   | 27    |
| 10    | Bob Wollek       | 25    |
| 11    | Tommy Kendall    | 24    |
| 12    | Dorsey Schroeder | 16    |